# Lobocleta lanceolata
Lobocleta lanceolata là một loài bướm đêm trong họ Geometridae.